# Abramová
Abramová este o comună slovacă, aflată în districtul Turčianske Teplice din regiunea Žilina. Localitatea se află la altitudinea de 478 m deasupra n.m., se întinde pe o suprafață de 12,64 km2 și în 2017 număra 175 de locuitori.

## Istoric
Localitatea Abramová este atestată documentar din 1400.

## Demografie
| An:                | 1994 | 2004   | 2014    | 2024   |
| ------------------ | ---- | ------ | ------- | ------ |
| Număr de persoane: | 144  | 154    | 191     | 194    |
| Diferență:         |      | +6,94% | +24,02% | +1,57% |

| An:                | 2023 | 2024   |
| ------------------ | ---- | ------ |
| Număr de persoane: | 190  | 194    |
| Diferență:         |      | +2,10% |